# Soltepec, Veracruz
Soltepec är en ort i Mexiko.   Den ligger i kommunen Chicontepec och delstaten Veracruz, i den sydöstra delen av landet, 200 km nordost om huvudstaden Mexico City. Soltepec ligger 311 meter över havet och antalet invånare är 304.
Terrängen runt Soltepec är kuperad västerut, men österut är den platt. Runt Soltepec är det ganska tätbefolkat, med 65 invånare per kvadratkilometer. Närmaste större samhälle är La Ceiba, 18,8 km sydost om Soltepec. Omgivningarna runt Soltepec är en mosaik av jordbruksmark och naturlig växtlighet.